# ポルチェニーゴ
ポルチェニーゴ（伊: Polcenigo）は、イタリア共和国フリウリ＝ヴェネツィア・ジュリア州ポルデノーネ県にある、人口約3,100人の基礎自治体（コムーネ）。

## 地理

### 位置・広がり

#### 隣接コムーネ
隣接するコムーネは以下の通り。括弧内のBLはベッルーノ県（ヴェネト州）所属を示す。
- ブドーイア
- カーネヴァ
- フォンタナフレッダ
- タンブレ (BL)

### 気候分類・地震分類
ポルチェニーゴにおけるイタリアの気候分類 (it) および度日は、zona E, 2461 GGである。
また、イタリアの地震リスク階級 (it) では、zona 2 (sismicità media) に分類される。

## 行政

### 分離集落
ポルチェニーゴには、以下の分離集落（フラツィオーネ）がある。
- Mezzomonte, San Giovanni, Range, Coltura, Gorgazzo

## 文化・観光
「イタリアの最も美しい村」クラブ加盟コムーネである。